# Зміна статі
Зміна статі — це процес, при якому людина або тварина змінює свою стать — тобто, за допомогою яких жіночі статеві ознаки замінюють чоловіків, або навпаки. Зміна статі може відбутися природно, як і у випадку з гермафродитизму, що спостерігається у деяких видів тварин. Частіше, однак, цей термін використовується для терапевтичної зміни статі, в тому числі зміна статі, що здійснюється людьми. Термін також іноді використовується для медичних процедур, застосовуваних в міжстатевих людей. Термін також може застосовуватися до більш широкого процесу зміни гендерних ролей («жити як жінка», а не жити, як чоловік, або навпаки), в тому числі, але не обов'язково обмежується медичними процедурами.

## Природна зміна статі

### У тварин

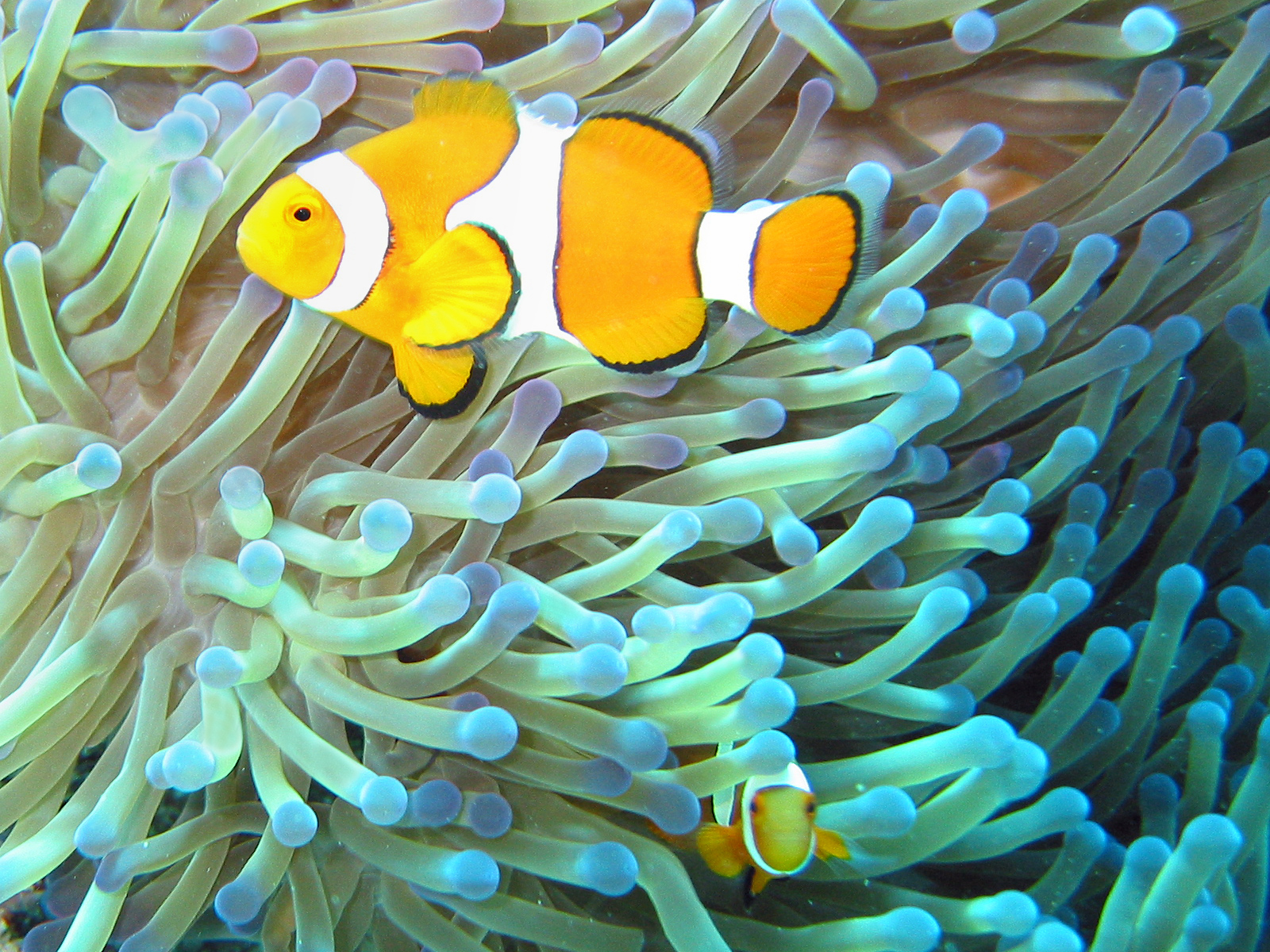
Клоун — вид рибок, у яких зміна статі з чоловічої на жіночу це нормальний процес

Деяким видам тварин присутня дихогамія, вид гермафродитизму, при якому організм спочатку функціонує як особина однієї статі, потім іншої. До таких видів належать коралових рифаових риб, зміна статі є нормальним анатомічним процесом. Риби-клоуни, губани, мурена, бички та інші види риб, як відомо, що змінюють стать, в тому числі репродуктивні функції. Життя рибок-клоунів завжди будується в ієрархії з жіночими рибами на самому верху. Коли головна самиця помирає, найбільший домінуючий самець змінює стать і займає її місце. В Губаневих (родина Labridae), зміна статі відбувається від жіночої до чоловічої, з найбільших самиць змінюється гарем в чоловічій і відбувається захоплення гарему при зникненні попереднього домінуючого самця.
Природна зміна статі, в обох напрямках, також відбувається в мадрепорових коралів. Це слід вважати необхідністю у відповідь на екологічні або енергетичні обмеження викликані людством, а також поліпшенням еволюційного пристосування організму. Подібні явища спостерігаються в деяких дводомних рослин.

### В людей
Кілька медичних умов можуть призвести до природної зміни статі у людини, де поява при народженні дитини має кілька статевих органів, в основному, або повністю однієї статі, але змінюються протягом усього життя, ті що мали кілька, в основному або повністю з іншої статі. Переважна більшість природних змін статі - від жіночої зовнішності при народженні до чоловічої зовнішності відбуваються після статевого дозрівання, у зв'язку з дефіцитом 5-альфа-редуктази або з дефіцитом 17-бета-гідроксистероїддегідрогенази. Відносна кількість чоловіків і жінок змінили свою стать і це було зареєстровано, але етіологію вони не дуже добре зрозуміли самі.
Генетичним самицям (з двома Х-хромосомами) з природженою вірилізуючою гіперплазією наднирників не вистачає ферменту, необхідного наднирникам для внесення гормонів кортизолу і альдостерону. Без цих гормонів, організм виробляє більше андрогенів. Це призводить раннього прояву ознак чоловічої статі.
Генетичні самці (з однією X і однією Y-хромосомами) з синдромом нечутливості андрогенів стійкі до андрогенів. В результаті, особа має деякі або всі з фізичних характеристик жіночої статі, незважаючи на те, що каріотип в такої людини чоловічий. Ступінь сексуальної двозначності широко варіює в осіб з неповним синдромом нечутливості андрогенів: в таких людей можуть виникати інші розлади, такі як синдромом Рейфенстейна, який пов'язаний з розвитком молочної залози у чоловіків.

## Зміна статі як медична процедура
Під «зміною статі» частіше розуміють явище, коли пацієнти піддаються статевій терапії, тобто, набором лікувальних процедур, через які проходять транссексуальні люди, щоб змінити свої статеві характеристики від чоловічих до жіночих або від жіночих до чоловічих. Цей термін може також використовуватися конкретно до зміни статі, яка, як правило, відноситься тільки до статевої хірургії. Цей термін також іноді використовується для медичних процедур інтерсексуалів — людей, що проходять, або, частіше, піддаються цим процедурам, у дитячому віці.
Термін «зміна статі» іноді також використовується для всього процесу зміни гендерних ролей («жити як жінка», а не жити, як чоловік, або навпаки), не обмежується медичними процедурами. (Цей процес часто набагато важливіше для трансгендерних людей, ніж для самих медичних процедур, хоча з медичної точки зору індуковані зміни та операції можуть бути необхідні, щоб зроблена зміна гендерної ролі стала можливою, як соціально та юридично, вони також можуть мати дуже значний вплив на благополуччя людини.)
Багато людей також бачать «зміну статі», як фактично неточну. Стать у людей, як правило, визначається чотирма факторами:[джерело?]
- Хромосоми
- Гонада S (Яєчники і/або яєчка)
- Гормональний статус.
- Первинні статеві ознаки, іноді також вторинні статеві ознаки.

Не всі з цих факторів можуть бути змінені, однак:
- Хромосоми не можуть бути змінені.
- Гонади можуть бути видалені, але не замінені.
- Гормональний статус легко змінити.
- Існуючі вторинні статеві ознаки можуть бути певною мірою змінені; існують способи в основному через операції, а ті що не існують можуть бути викликані ростом кількості тих чи інших гормонів. Наприклад: Зміна чоловічої статевої анатомії в хорошу або навіть відмінну жіночу зовнішність зі складним функціонуванням, але це цілком можливо; зміни жіночої статевої анатомії в чоловічу з'являються, однак це надзвичайно складний процес, що не вдається набагато частіше ніж у чоловіків; функція завжди обмежена.

Статеве виправлення зазвичай передує періодом фемінізації або маскулінізації особи. Це досягається за допомогою замісної гормональної терапії, де, пацієнтам, що роблять перехід до жіночої статі, призначають естрогени, антагоністи андрогенових рецепторів, а іноді й прогестагени, синтетичні аналоги прогестерону[джерело?]. Для тих, хто переходить до чоловічої статі, призначають андрогени. Середній мінімальний період перед зміною статі в хірургії, це два роки, як зазначено в загальних стандартах з охорони здоров'я транссексуалів і статево невідповідних людей. Замісна гормональна терапія, як правило, починається після достатнього консультування, та/або після періоду життя повного робочого дня (в необхідній статі), як правило, протягом як мінімум шести місяців. Цей період очікування може варіюватися залежно від законів місцевої держави і іноді відсутній взагалі. Багато транссексуалів стають мед-туристами, для зміни статі хірургічно. Такі люди виконують подорож для проведення операції у країну, де як правило, це зробити менш дорого, менш регламентовано, а іноді навіть здійснюється набагато досвідченішими хірургами (наприклад, у Таїланді, де одна з найбільших кількостей транссексуалів на Землі). Іноді, зміна статі у таких країнах, є єдиною можливістю заробити для себе на прожиток, на відміну від мед-туристів з розвинених країн.[джерело?]